# Jac. van Ginneken
Jacobus Joannes Antonius (Jac.) van Ginneken S.J. (Oudenbosch, 21 april 1877 - Nijmegen, 20 oktober 1945) was een Nederlands taalkundige, priester en jezuïet.

## Leven en werk
Na een zware jeugd, getekend door het vroege overlijden van zijn vader, trad Jac. van Ginneken in 1895 toe tot de Sociëteit van Jezus. In 1902 begon hij aan zijn studies te Leiden waar hij in 1907 promoveerde bij C.C. Uhlenbeck.
In 1910 werd hij tot priester gewijd. Vanaf 1911 was hij leraar Nederlands aan het Canisiuscollege te Nijmegen. Als priester zette hij zich in voor de bekering van niet-katholieken tot het katholieke geloof. Ook richtte hij drie lekencongregaties op: de Vrouwen van Bethanië, de Vrouwen van Nazareth en de Kruisvaarders van Sint-Jan.
Als psycholoog richtte Van Ginneken in 1919 het Centraal Zielkundig Beroepskantoor in Utrecht op en in 1923 het Wetenschappelijk Instituut voor Beroepskeuze te Nijmegen. Hij publiceerde op dit terrein onder meer Zielkunde en Taylor-systeem (1918) en de reeks Zielkundige verwikkelingen.
In 1919 werd Van Ginneken gepasseerd als taalkundige voor de opvolging van hoogleraar Jan te Winkel aan de Gemeentelijke Universiteit te Amsterdam. De Amsterdamse gemeenteraad, die over de benoeming besliste, wantrouwde de jezuïet, die zich naar de mening van sommige raadsleden ook nog te sterk in antisemitische zin had uitgelaten. In 1923 werd Van Ginneken benoemd tot de eerste hoogleraar in de Nederlandse taal- en letterkunde, de vergelijkende Indo-Germaanse taalwetenschap en Sanskriet aan de pas opgerichte Katholieke Universiteit van Nijmegen. Daar maakte hij naam, onder andere als dialectoloog. Hij was ook een van de eersten die zich in het Nederlandse taalgebied bezighield met de systematische beschrijving van verschillende stadia van kindertaal.
In de periode 1927-1928 was Van Ginneken rector magnificus van de Katholieke Universiteit van Nijmegen.
Over Van Ginnekens houding in de Tweede Wereldoorlog wordt zeer verschillend gedacht. Van Ginneken was omstreden wegens zijn vooroorlogse anti-judaïsme, zijn taalbiologische standpunten in Ras en Taal (1935) en zijn wel erg welwillende medewerking bij de oprichting van een dialectinstituut onder de auspiciën van de Duitse bezetter. Zijn collega P.J. Meertens voorkwam de oprichting tijdens de bezetting, die de wetenschapstak gecompromitteerd zou kunnen hebben. Evenwel prees de jezuïet Van Ginneken in 1942 in een academische rede de in Dachau gestorven karmeliet, verzetsstrijder en universitair collega Titus Brandsma tot ongenoegen van de bezetter. 
Gedurende het bombardement van 22 februari 1944 op de Nijmeegse binnenstad diende hij aan de stervenden en gewonden de laatste sacramenten toe. Bij een oecumenische gebedsdienst op 6 maart aanvolgend weigerde Van Ginneken het bombardement openbaar aan de geallieerden te verwijten, maar preekte over een "goddelijke beproeving tot heil van de samenleving van de toekomst". Hierop werd Van Ginneken in mei 1944 door de bezetter op de dodenlijst van gijzelaars gezet als jezuïet. De hoogleraar die zich eerder bereid had getoond om na 1943 in het Duitse Rijk te gaan werken als hoogleraar, werd nu deutschfeindlich (anti-Duits) bevonden. Van Ginneken moest - met valse identiteiten en verkleed - onderduiken bij vrienden en kloosters in Amsterdam, Wormer en vervolgens weer in Amsterdam bij de barones van Wijnbergen. De hongerwinter in West-Nederland tastte zijn gezondheid tijdens de onderduiktijd sterk aan, maar in september 1945 kon hij zijn vijftigjarig jubileum als jezuïet nog vieren. Hij had grootse ideeën over naoorlogs bekeringswerk onder niet-katholieken en heidenen, maar kon deze door een hersentumor en overlijden tijdens een operatie hieraan niet meer realiseren.
In Nederland was hij een van de kenners en promotoren van het dichtwerk van Guido Gezelle. Hij werkte mee aan de gepubliceerde Verzamelde Werken en was bij verschillende gelegenheden waarop hulde werd gebracht aan Gezelle, op te treden als de stem uit Nederland.

## Vernoeming
Zowel in zijn geboorteplaats Oudenbosch als in Nijmegen is er een straat naar hem vernoemd: Professor Van Ginnekenstraat.